# Copa Premier Honor Argentino
Copa Premier Honor Argentino nebo Copa Honor Argentino byla mezinárodní přátelská fotbalová soutěž, ve které soutěžily reprezentace Argentiny a Uruguaye. Všechny zápasy se hrály v Buenos Aires. Soutěž se hrála 10krát mezi lety 1908 a 1920, z toho 7krát vyhrála Argentina.

## Statistiky

### Nejlepší střelci
| Hráč            | Góly |
| --------------- | ---- |
| Julio Libonatti | 3    |
| José Piendibene | 2    |
| M. González     | 2    |
| Carlos Scarone  | 2    |
| Alfredo Brown   | 2    |
| Alfredo Martín  | 2    |
| Antonio Piaggio | 2    |

### Týmy
| Tým       | Tituly | Vítězné ročníky                          |
| --------- | ------ | ---------------------------------------- |
| Argentina | 7      | 1909, 1911, 1913, 1914, 1918, 1919, 1920 |
| Uruguay   | 3      | 1908, 1910, 1912                         |